# Aktinidin
Az aktinidin piridinszármazék, mely az orvosi macskagyökér (Valeriana officinalis) és az Actinidia poligama nevű, a kiwi-hez hasonló növény illóolajában található meg. Bizonyos rovarok számára feromon. Vonzza, illetve izgatja a macskákat (innen a macskagyökér elnevezés).